# Chevrolet Optra
El Chevrolet Optra es un automóvil del segmento C producido por el GM bajo el cobijo de la división asiática Daewoo desde el año 2004. Es un cinco plazas con motor delantero transversal de origen Holden y tracción delantera, que reemplaza al Daewoo Nubira.

## Historia
El Lacetti fue desarrollado sobre la base de su predecesor, el Nubira, bajo la dirección de Daewoo antes de que fuera adquirido por GM. El sedán de cuatro puertas, diseñado por Pininfarina, se lanzó en Corea del Sur el 25 de noviembre de 2002, tras un periodo de desarrollo de dos años y seis meses.
En el Salón del Automóvil de Frankfurt de septiembre de 2003 se mostró un prototipo de preproducción del hatchback de cinco puertas, diseñado por Giorgetto Giugiaro, y la producción comenzó en diciembre. El hatchback presentaba un diseño exterior e interior diferente al del sedán.

### Primera generación
En el Salón del Automóvil de Ginebra de marzo de 2004, 
Daewoo reveló la variante de carrocería familiar diseñada por Pininfarina con el interior actualizado del hatchback y un derivado renovado del estilo frontal del sedán. El rediseño reemplazó la parrilla de tres ranuras con un solo elemento por un nuevo elemento de longitud completa que presenta una barra horizontal audaz rematada en el centro por el logotipo de la compañía. Las manijas de las puertas de la camioneta abandonan la variedad elevable del sedán y el hatchback para las versiones extraíbles. Se lanzó un rediseño para el sedán el 25 de marzo que incorpora estas nuevas manijas de las puertas, el estilo del frente y los cambios interiores. El hatchback también recibió nuevas manijas de las puertas en esta época.
El sedán fue rediseñado para algunos mercados a partir de 2007, recibiendo el mismo frente que el hatchback presentó desde su debut. Esta versión solo se produjo en ciertos países, como Colombia, India o Tailandia, y entre 2013 y 2016 en Uzbekistán como Daewoo Gentra.

## Nombres
Está disponible bajo el mismo nombre en Canadá, Filipinas, Latinoamérica Modelos visualmente idénticos están disponibles en diferentes mercados bajo los nombres de Chevrolet Nubira en algunos mercados europeos, Chevrolet Lacetti en España, Reino Unido y Rusia, Suzuki Forenza y Suzuki Reno (hatchback) en Estados Unidos, Buick Excelle HRV (hatchback) en China, y Holden Viva en Australia y Nueva Zelanda. La versión hatchback ha sido recientemente lanzada en India como Chevrolet SRV. Hasta el 2007, la primera generación de Optra todavía está en venta en Canadá.
El modelo Buick Excelle sedán ensamblado y vendido en China presenta un exterior remodelado.

## El Optra por países

### Australia/Nueva Zelanda
En Australia y Nueva Zelanda, el Daewoo Lacetti fue vendido entre el 2003 y el 2004 como un sedán antes de ser descontinuado.
Desde el 2005, el Lacetti con las carrocerías sedán, familiar y hatchback se vende bajo el nombre Holden Viva. De hecho, aparte del Chevrolet Viva (que fue un Opel Astra B "rusificado"), este modelo marcó la primera vez que el nombre Viva fue usado en un vehículo de General Motors desde que se descontinuara el Vauxhall Viva. Fue introducido casi al mismo momento que el nuevo Holden Barina, que es idéntico al Kalos/Aveo y que reemplaza al basado en el Opel Corsa. El Viva está posicionado por debajo del Holden Astra, que es idéntico al Opel Astra C y también pertenece al segmento C.
Tal como el Barina surcoreano, las ventas han bajado en el 2007. A pesar del bajo precio del Viva comparado con el Astra (AUD$17.990 comparado a los AUD21.990), el Astra vende el doble de unidades que el Viva. Archivado el 11 de febrero de 2009 en Wayback Machine.

### Bolivia

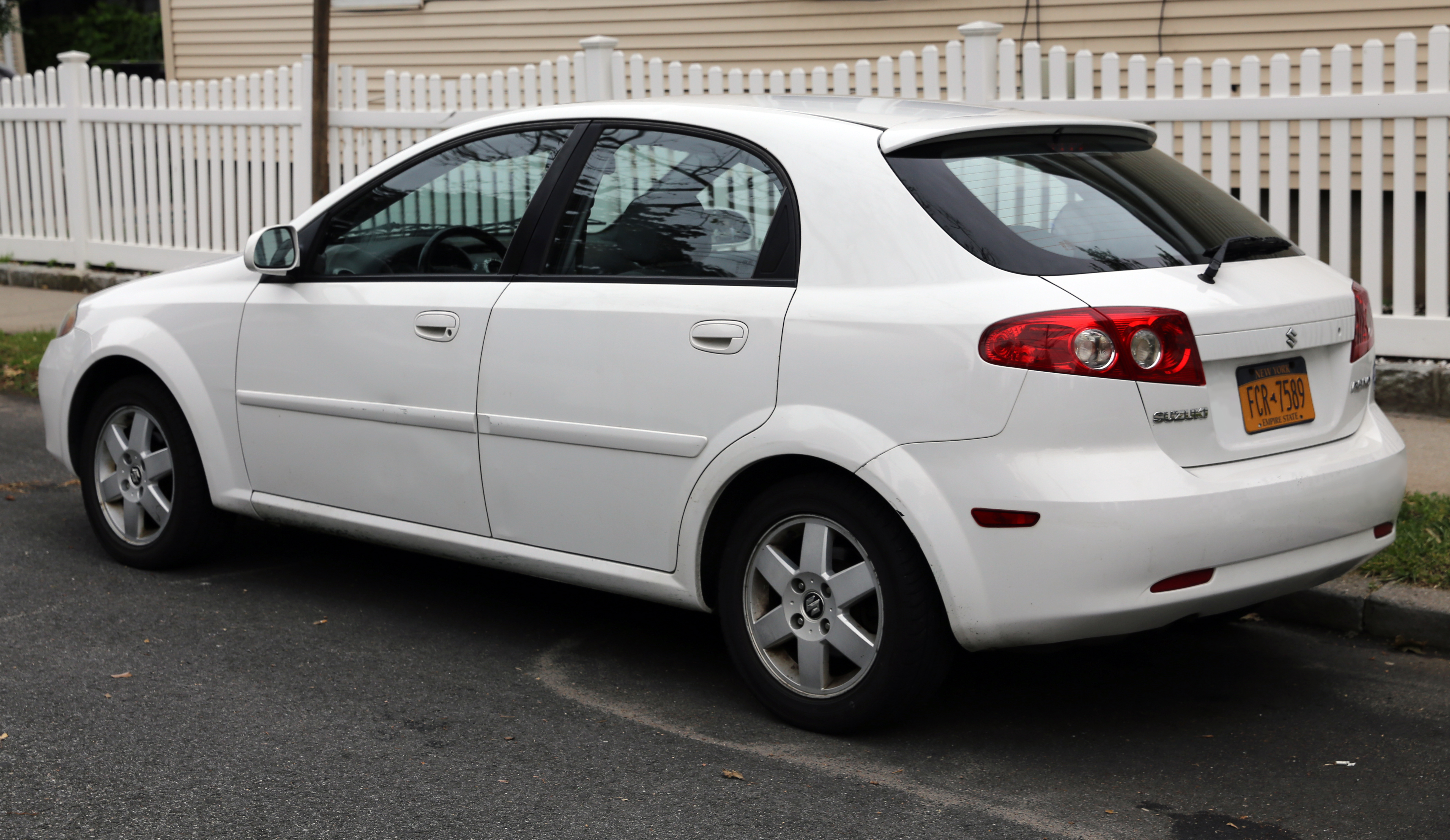
Suzuki Reno (EE. UU.)

Chevrolet Bolivia no comercializó oficialmente el Chevrolet Optra, algunos Suzuki Forenza Sedan y Wagon y pocos Suzuki Reno fueron importados por particulares desde EE. UU. Actualmente Chevrolet Bolivia comercializa el Chevrolet Cruze Coreano.

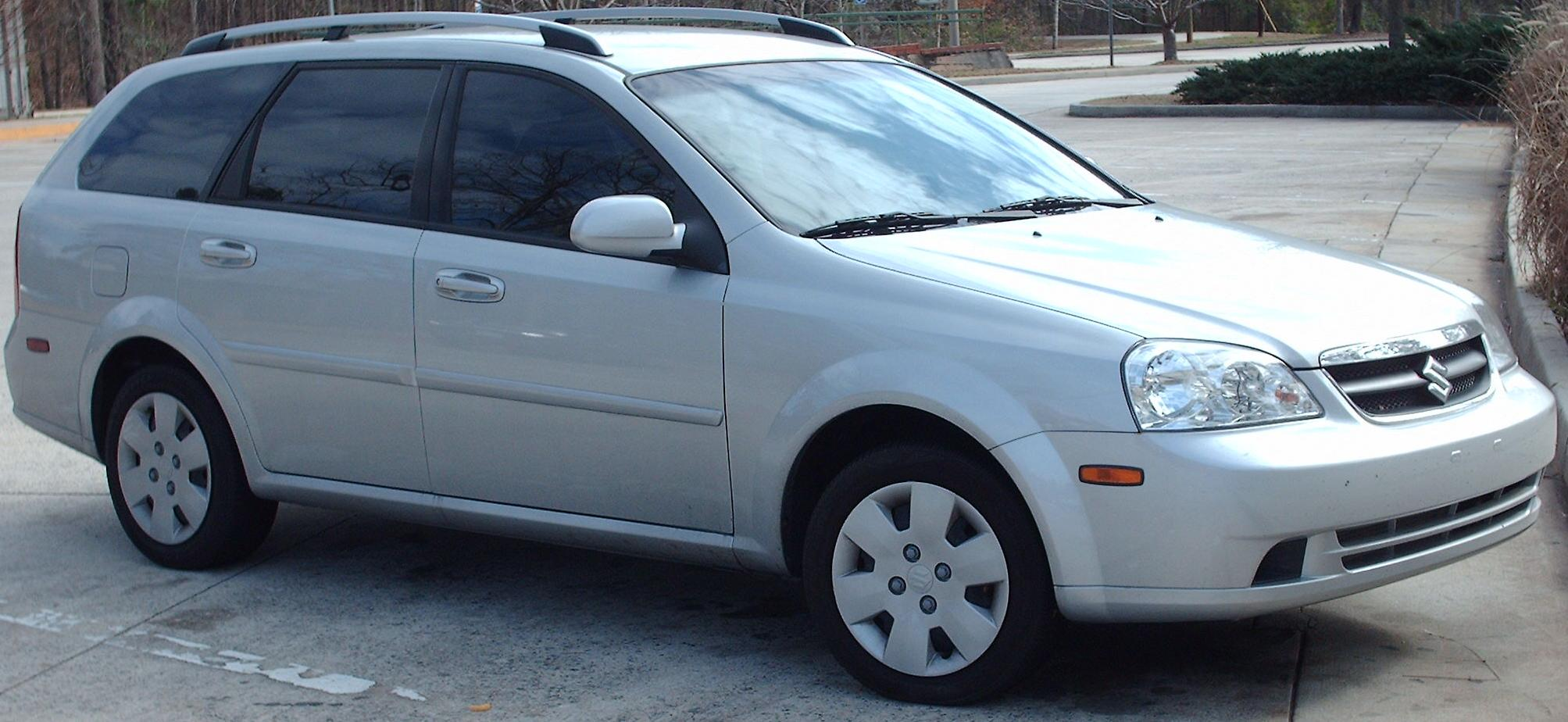
Suzuki Forenza Wagon

### Canadá
El Optra está disponible en Canadá en dos modelos, un hatchback de cuatro puertas (el Optra5), y una Optra Wagon, todos con accesorios tipo LS o LT. El sedán estuvo disponible entre el 2004 y el 2005 pero fue sacado el 2006. Todos están motorizados por el motor 2.0 L en línea de cuatro cilindros a 120 CV (89 kW) a 5400 rpm y (171 N·m) de torque a 4000 rpm, con tracción delantera y transmisión manual de cinco velocidades o cuatro velocidades automática. Los frenos son de disco en las 4 ruedas. Su rango es entre el Chevrolet Cobalt y el Chevrolet Aveo, y reemplazó al Daewoo Nubira.
En la versión LS sedán se incluye un reproductor de CD, suspensión independiente y llantas de 15 pulgadas, con frenos antibloqueo ABS y aire acondicionado. La versión LT añade aire acondicionado y control crucero como estándar, luces antiniebla y techo solar son opcionales. El sedán está catalogado como un vehículo de emisiones ultra bajas.
El Optra5 hatchback fue añadido a la línea en el 2005 y es más contemporáneo en su estilo y equipamiento, con focos de proyección y luces para la neblina, luces limpias traseras, y su parte trasera y delantera de estilo minimalista. Su peso es de 1254 kilogramos. Además de tener las mismas características disponibles en el sedán LS y LT, un paquete opcional que contiene llantas de material compuesto, techo solar, alerón trasero, volante y palanca de transmisión forradas en cuero, y controles de audio montados en el volante para el sistema de sonido de 8 parlantes orientado a un público más joven.
El Optra familiar fue añadido a la línea en el 2005 y comparte la línea estilizada del sedán. El familiar tiene barras de techo, asientos traseros abatibles 60/40, y una toma de corriente de 12 voltios en el compartimiento trasero, además de las mismas características de las versiones LS y LT disponibles.

### Colombia
En Colombia, bajo la marca Chevrolet, fue lanzada en 2004 la versión sedán con las siguientes opciones de motor:
- 1.4 L motor GM Family E-TEC II — 94 CV (69 kW) a 6300 rpm
- 1.6 L motor GM Family E-TEC II — 105 CV (77 kW) a 5800 rpm
- 1.8 L motor GM Family D-TEC — 125 CV (91 kW) a 5800 rpm

Este último nombrado cuenta con un rendimiento en ciudad de 32 a 37 km/g, y una aceleración de 0-100km h en 9.8 segundos, según lo establecido de fábrica
Estos motores incluyendo desplazamientos mayores, están dentro de la Familia E-TEC II 
- Para finales de 2007, se reemplaza el motor 1.4 litros por el siguiente: 1.6l 116 cv (85kW) a 6.000rpm motor GM Family E-TEC II

Además, se actualiza el diseño de los rines para todos los modelos ofrecidos.
En 2013 dejó de producirse en la Planta GM Colmotores, dando paso a nuevos modelos como el Sonic y el Cobalt Brasilero.

### Ecuador
En Ecuador se comercializa la versión Optra LT, en una versión hatchback que es la más veloz. La mayoría llegaron directamente importados desde Corea del Sur, y a diferencia de los Optra Limited (que son unidades ensamblada en Colombia). El Optra Advance toma básicamente la parte frontal del Optra LT, que tiene una gran mejora en los faros, con un diseño más aceptable, cuetan a su vez con motorizaciones de 1800 c.c. con 122 HP y 16 Válvulas, con los que se obtienen grandes rendimientos y con un consumo promedio de 32 km/g en vías asfaltadas, en campo traviesa se alcanza algo de 40 km/g.
Con un precio de $20.000 ofrece frenos ABS más EBD Doble Air Bag, Control de tracción, frenos de disco en las 4 ruedas, asientos de cuero, Sun Roof, sensor de lluvia, climatizador digital entre otros.
En 2009 se le hace un "Rediseño" en la totalidad de su frontal, en el que se incluyen faros de proyección, nuevo parachoques y una nueva parrilla. También se incorpora un radio doble DIN que va más de acorde con el estilo del panel. Únicamente se ofrece en versiones ADVANCE como tope de la gama en vez del LIMITED con caja mecánica y automática. Además incorpora las luces direccionales laterales en los retrovisores.

### Venezuela
En Venezuela el Optra era ofrecido en sus 2 versiones: Sedan y Hatchback, con un único motor disponible de 1.8 litros y 121 CV.
A su vez, el Sedan viene en 2 modelos: el modelo DESIGN (con asientos de tela, tapas decorativas sobre rines de hierro, en lugar de rines de aluminio) y el modelo LIMITED (con sunroof o ventanilla de techo, limpiaparabrisas de encendido automático, llave con código de seguridad, juego de platinas cromadas en frontal, laterales y tapa de maletero, aire condicionado digital con control automático de temperatura de cabina, equipo de sonido de alta calidad marca ECLIPSE y altavoces de alta potencia). Ambos modelos traen seguros de puertas, espejos laterales y cerradura de baúl o maletera eléctricos y remotos (desde el interior de la cabina de pasajeros) y apertura remota del bául desde la llave del vehículo. El modelo hatchback viene sólo en la versión LIMITED.
El modelo Sedan es ensamblado en la planta de GM Venezuela ubicada en la ciudad de Valencia en el Estado Carabobo desde el año 2004 hasta el año 2013 momento en que es reemplazado por el Nuevo Cruze; en el año 2006 se le realizó una actualización a la cara frontal del sedan, y de nuevo en el año 2009. Fue actualizado por el frontal del Optra Hatchback, siendo renombrada esta versión como Optra Advance, cuya diferencia principal, con respecto a la versión anterior, (aparte del frontal) está en la adaptación de faros delanteros con pantallas concentradoras de luz.

### India

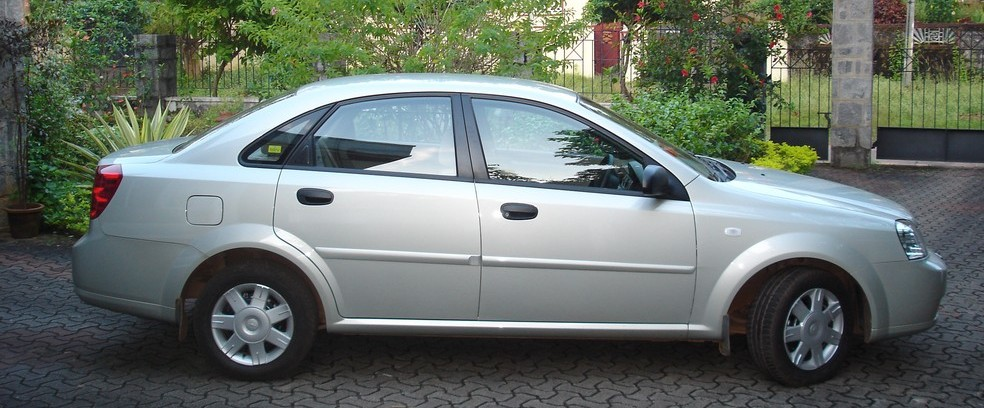
Chevrolet Optra 1.6 Elite vendido en India.

En la India, el sedán se llama Chevrolet Optra y el hatchback Chevrolet SRV.
El Optra es ofrecido con dos opciones de motor, un 1.6 litros y un 1.8 litros. La primera opción está disponible en tres niveles de equipamiento, el Elite, el Elite LS y el LT Royale. La segunda opción de motor está disponible en dos niveles, el LT y el LT AT, el último con transmisión automática.
En el 2007 se comenzó a ofrecer una versión Diésel llamada Optra Magnum. El Magnum tiene un frontal e interior ligeramente diferente de la versión a gasolina.
El motor 1.6 es usado en la Fórmula Rolon, que es una categoría de monoplazas de la India.

### Japón
En Japón, Suzuki distribuye el Optra como un coche de tipo familiar, bajo el nombre de "Suzuki Reno". Está disponible en dos niveles de equipamiento, LS y LT. Ambas cuentan con cinco velocidades de transmisión manual o cuatro velocidades de transmisión automática. Con una palanca selectora de transmisión montada en la consola. El "Suzuki Reno" familiar es motorizado por un motor de 1.6 litros y uno de 1.8 litros, ambos de origen local.

### México
En México, el Optra fue lanzado en el año 2006 para reemplazar al Chevrolet Cavalier, estuvo disponible del 2006 hasta el 2010, con varias versiones en sus equipamientos, habiendo en sus versiones desde las más económicas con rines de acero, hasta versiones premium full equipo con vestiduras de piel y quemacocos y rines depotivos. Todas sus versiones automáticas o estándar venían con la misma motorización:
- Motor GM Family de 4 cilindros 2.0L DOHC MFI. 127 HP@5600 rpm. Torque 131 lb-pie@4,000 rpm.

El Chevrolet Optra fue reemplazado por el Chevrolet Cruze en el 2010

### Sudeste asiático
En Singapur, Daewoo fue reemplazado por Chevrolet luego de su compra por GM. Todavía ofrece la misma gama de vehículos de Daewoo llamados Optra (sedán y familiar) y Optra5 (hatchback) en Malasia, Tailandia, Filipinas, e Indonesia. Los vehículos usan los motores 1.6 L o 1.8 L con transmisión automática disponible para ciertos modelos.

## El Optra en Competición

### Campeonato Mundial de Turismos
Desde el año 2005, el Lacetti sedán europeo es usado como base para automóviles de competencia en el Campeonato Mundial de Turismos, y en la primavera del mismo año Chevrolet lanzó las primeras imágenes de un prototipo basado en los vehículos de la competencia llamado Lacetti WTCC R+. El automóvil conceptual es impulsado por un motor de 1.8 litros Holden GM Family E-TEC II disponible en modelos de producción, pero con una potencia máxima aumentada de 123 CV (90 kW) a 174 CV (127 kW) mediante un compresor volumétrico. Su aceleración de 0 a 100 km/h (0 a 62 mph) es estimada en 8 segundos y es capaz de alcanzar una velocidad máxima de 215 km/h (134 mph).

### Top Gear
El Lacetti sedán es usado en el segmento "Una Estrella en nuestro auto de precio razonable" del programa de televisión Top Gear de la BBC desde el comienzo de la temporada de primavera (boreal) del año 2006 en la octava temporada. En el episodio del 14 de mayo del 2006, el conductor Jeremy Clarkson afirmó que el Lacetti era más ágil en la pista de pruebas que el Suzuki Aerio que usaban anteriormente y cerca de un segundo más rápido en esa pista.